# Hawkinsville
Hawkinsville – miasto w Stanach Zjednoczonych, w stanie Georgia, siedziba administracyjna hrabstwa Pulaski.